# Lista de comunas de Mayotte

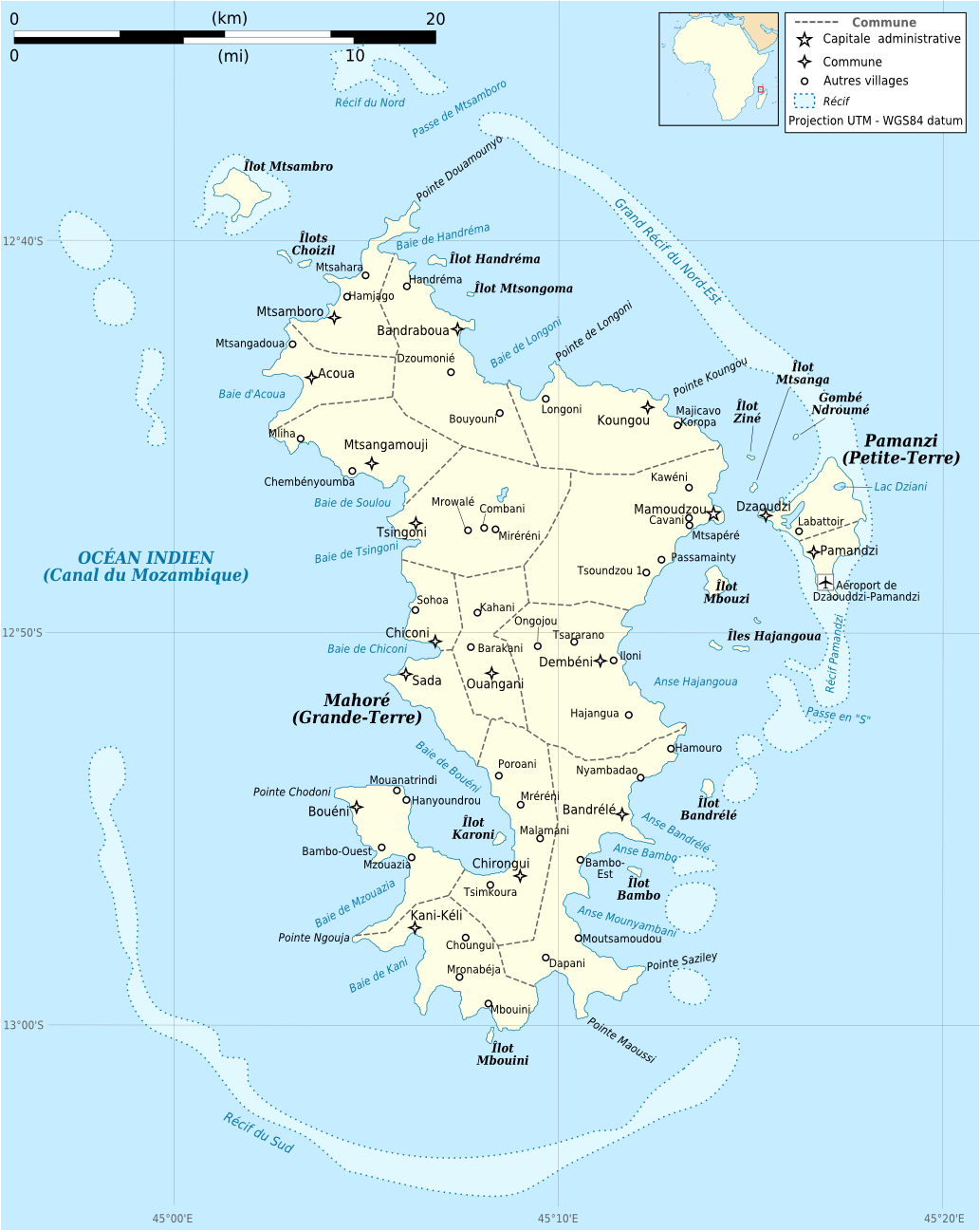
Mapa administrativa de Mayotte

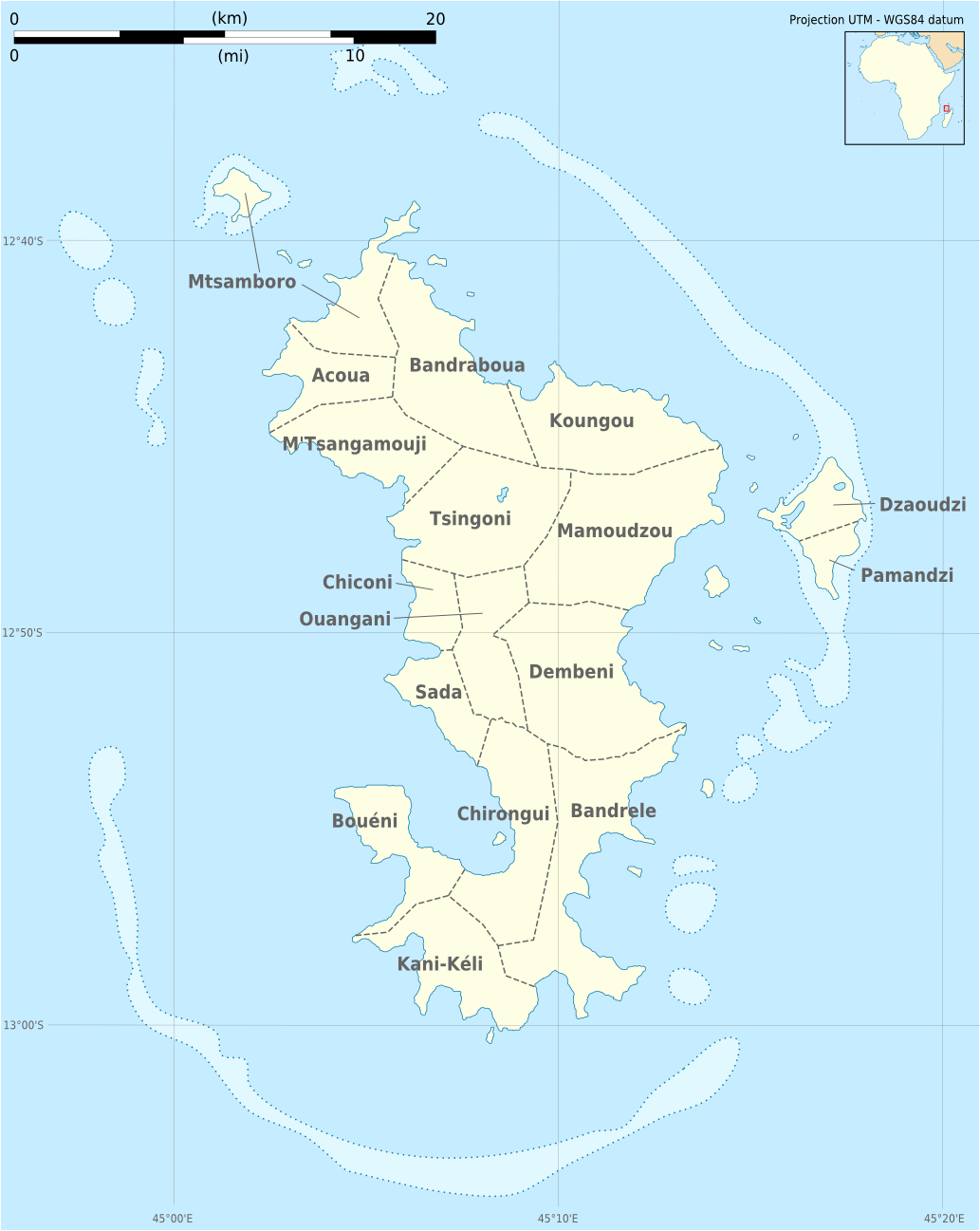
Mapa das comunas de Mayotte

Este artigo apresenta uma lista de comunas do departamento ultramarino de Mayotte.
O departamento ultramarino de Mayotte é divido em 17 comunas.

## Por código postal e código Insee[2]
| Nome          | Código Postal | Código Insee |
| ------------- | ------------- | ------------ |
| Koungou       | 97600         | 97610        |
| Mamoudzou     | 97600         | 97611        |
| Dzaoudzi      | 97610         | 97608        |
| Pamandzi      | 97610         | 97615        |
| Bandrélé      | 97620         | 97603        |
| Bouéni        | 97620         | 97604        |
| Chirongui     | 97620         | 97606        |
| Kani-Kéli     | 97625         | 97609        |
| Acoua         | 97630         | 97601        |
| Mtsamboro     | 97630         | 97612        |
| Sada          | 97640         | 97616        |
| Bandraboua    | 97650         | 97602        |
| M'tsangamouji | 97650         | 97613        |
| Dembéni       | 97660         | 97607        |
| Chiconi       | 97670         | 97605        |
| Ouangani      | 97670         | 97614        |
| Tsingoni      | 97680         | 97617        |